# Luigi Carlo Borromeo
Luigi Carlo Borromeo (Graffignana, 1893. október 26. – Pesaro, 1975. július 4.), a Pesarói egyházmegye püspöke.

## Élete
Borromeo 1893-ban született Graffignanában, a lodiói szemináriumban tanult. 1918-ban szentelték pappá. 1951. november 4-én XII. Piusz pápa őt nevezte ki a Lodi egyházmegye segédpüspökévé.
1953-tól 1975-ig volt Pesaro püspöke. Részt vett a Második vatikáni zsinat valamennyi ülésén. 

## Bibliográfia
- Ernestus Preziosi; "La marea che sale…" Mons. Luigi Borromeo vescovo di Pesaro e l’apertura a sinistra; Pisaurum; From: Frammenti. Quaderni per la ricerca, n. 11/2007.